# (5214) Oozora
(5214) Oozora és un asteroide que pertany al cinturó d'asteroides, descobert el 13 de novembre de 1990 per Atsushi Takahashi i el també astrònom Kazurō Watanabe des de l'Observatori de Kitami, a Hokkaido, Japó.
Va ser designat provisionalment com 1990 VN3 i amb posterioritat anomenat Oozora en homenatge a Oozora, o "Big Sky", el tren exprés que connecta Hakodate, el ferrocarril a Hokkaido, amb Kushiro, la ciutat més gran en el costat oriental de l'illa. El recorregut de 580 quilòmetres dura menys de vuit hores.
Oozora s'hi troba a una distància mitjana del Sol de 2,187 ua, i pot allunyar-se fins a 2,415 ua i acostar-se fins a 1,960 ua. La seva excentricitat és 0,103 i la inclinació orbital 6,071 graus. Emplea 1182,07 dies a completar una òrbita al voltant del Sol. Els propers acostaments a l'òrbita terrestre es produiran el 3 de març de 2098, el 18 d'abril de 2116 i el 16 de desembre de 2138.
La magnitud absoluta de Oozora és 13,6. Està assignat al tipus espectral S segons la classificació SMASSII.